# 谷口祥代
谷口 祥代（たにぐち さちよ、8月1日 - ）は、日本のフリーアナウンサー。

## 来歴
福井県福井市出身。元福井放送 (FBC) のアナウンサーで、局アナ時代にはラジオでエコーメイトリポーターを務めていた。
フリーに転じてからも、かつて自身が在籍していたFBCでラジオパーソナリティを務めている。また、福井県内で催される講演やイベントの司会も務めている。既婚者であるが、仕事上では旧姓で活動している。

## 担当番組

### FBCテレビ
- 夕方いちばんプラス1 - 「いちばん情報」リポーター[7]
- 夕方いちばんプラス1フライデー - 司会（2002年4月 - 2003年1月）[3]

### FBCラジオ
- 午後はとことん よろず屋ラジオ - 木曜パーソナリティ（2014年4月 - ）[8]
- いまどき大人研究所 - パーソナリティ（2014年10月 - ）[9]